# Нічний горщик

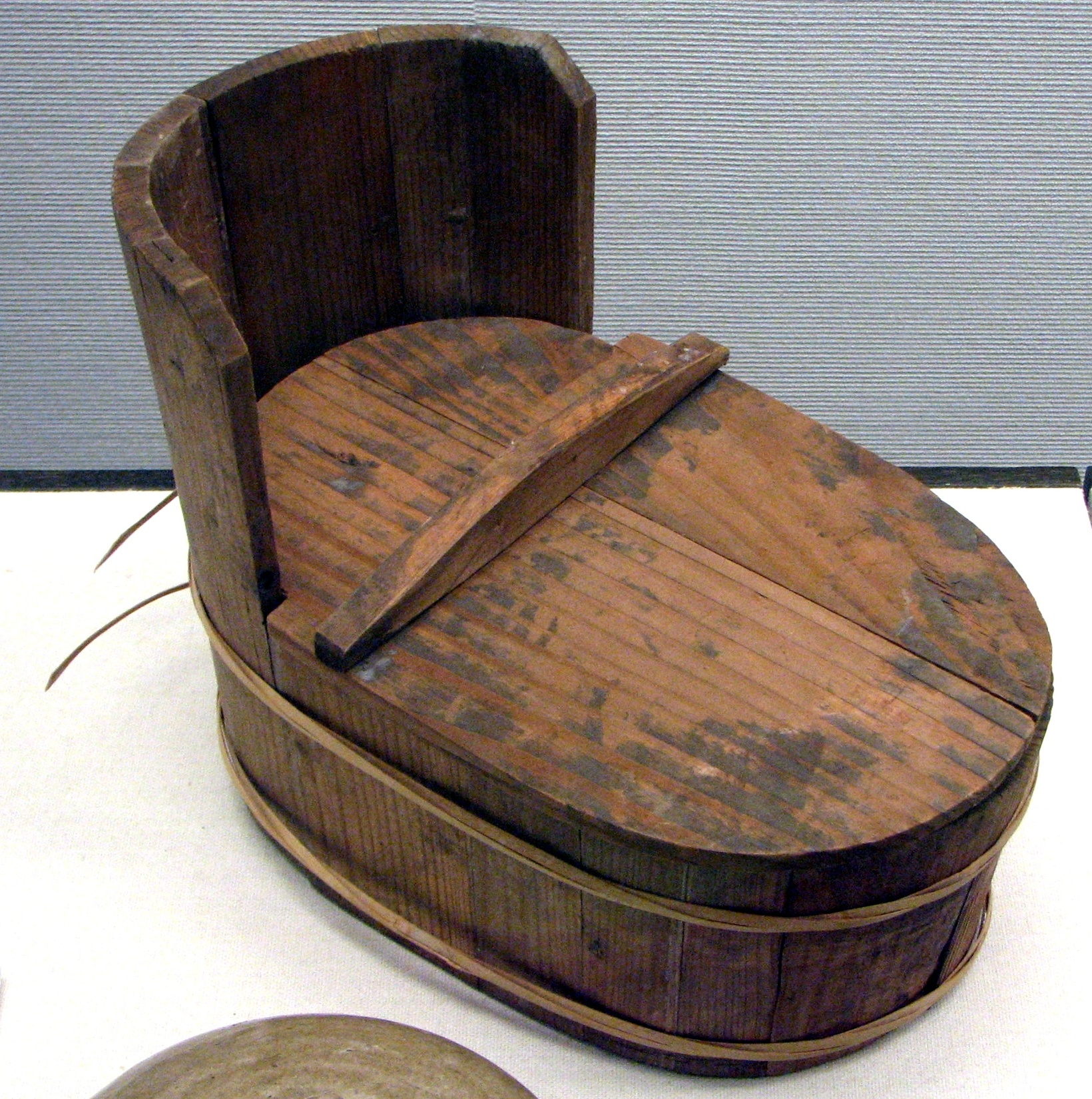
Японський нічний горщик періоду Едо

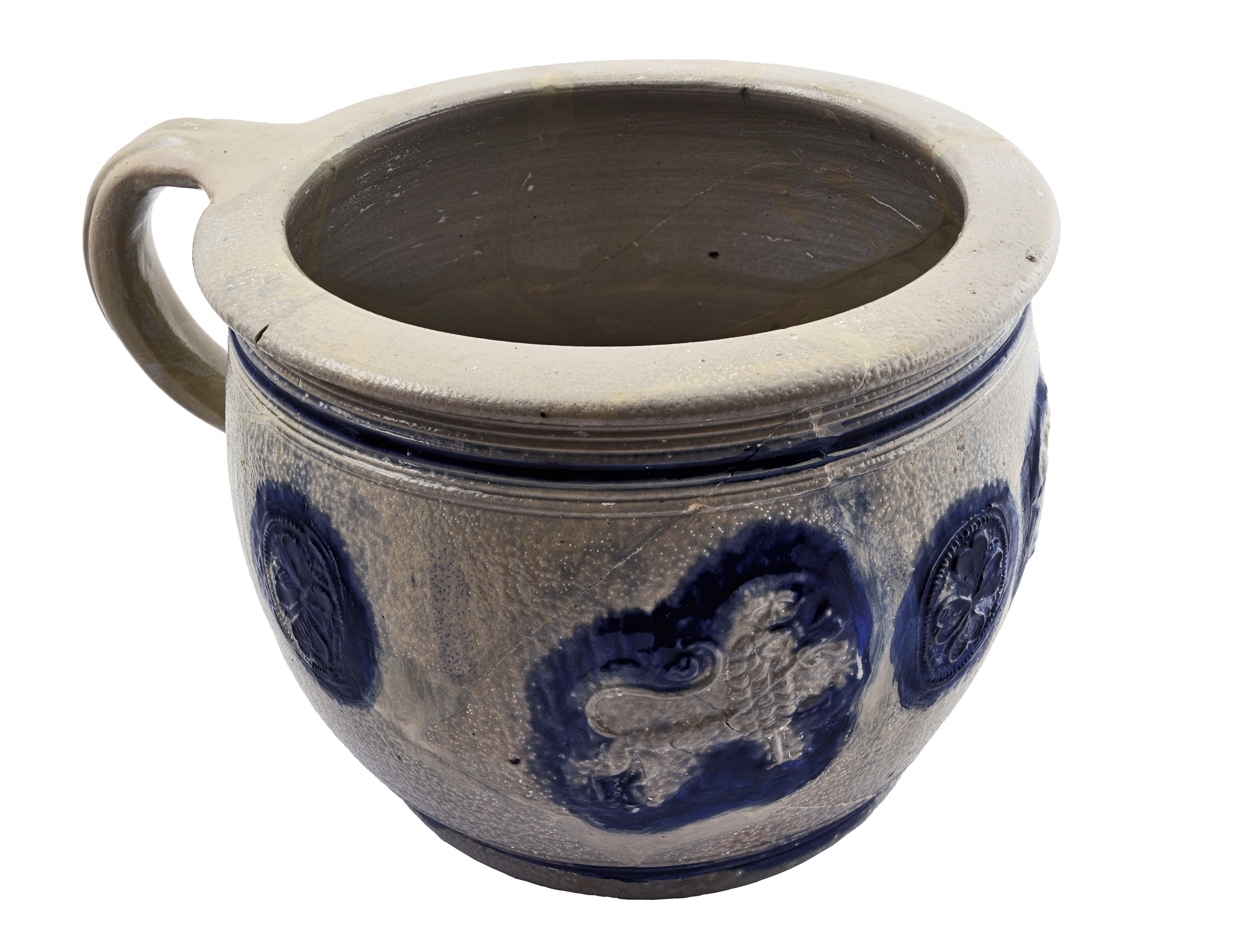
Нічний горщик із кераміки Вестервальду, початок 18 століття. Археологічна знахідка з Брюгге

Нічни́й го́рщик, також сирун, в окремих випадках також дитя́чий го́рщик — вид санітарно-гігієнічного посуду, переносний туалет, призначений для нічного використання в спальні. Був поширений у багатьох культурах до появи сантехніки та унітазів.

## Історія
Нічні горщики використовувались у Стародавній Греції принаймні з VI століття до нашої ери і були відомі під різними назвами: дав.-гр. ἀμίς (аміс), οὐράνη (уране) та οὐρητρίς (уретріс, з οὖρον, урон — «сеча»), дав.-гр. σκωραμίς (скораміс), χερνίβιον (хернібіон).
До поширення міської каналізації вміст нічних горщиків виливали у вуличні риштаки, які використовувалися для зливання й інших нечистот (помиїв тощо). Міські стоки, протікаючи вздовж вулиць, були джерелом смороду й інфекційних захворювань.
Запровадження змивних туалетів у приміщенні почало витісняти нічні горщики в XIX столітті, але вони залишалися звичними до середини XX століття.  Альтернативою використанню нічної посудини була прогулянка до нужника посеред ночі.

## Сучасне використання

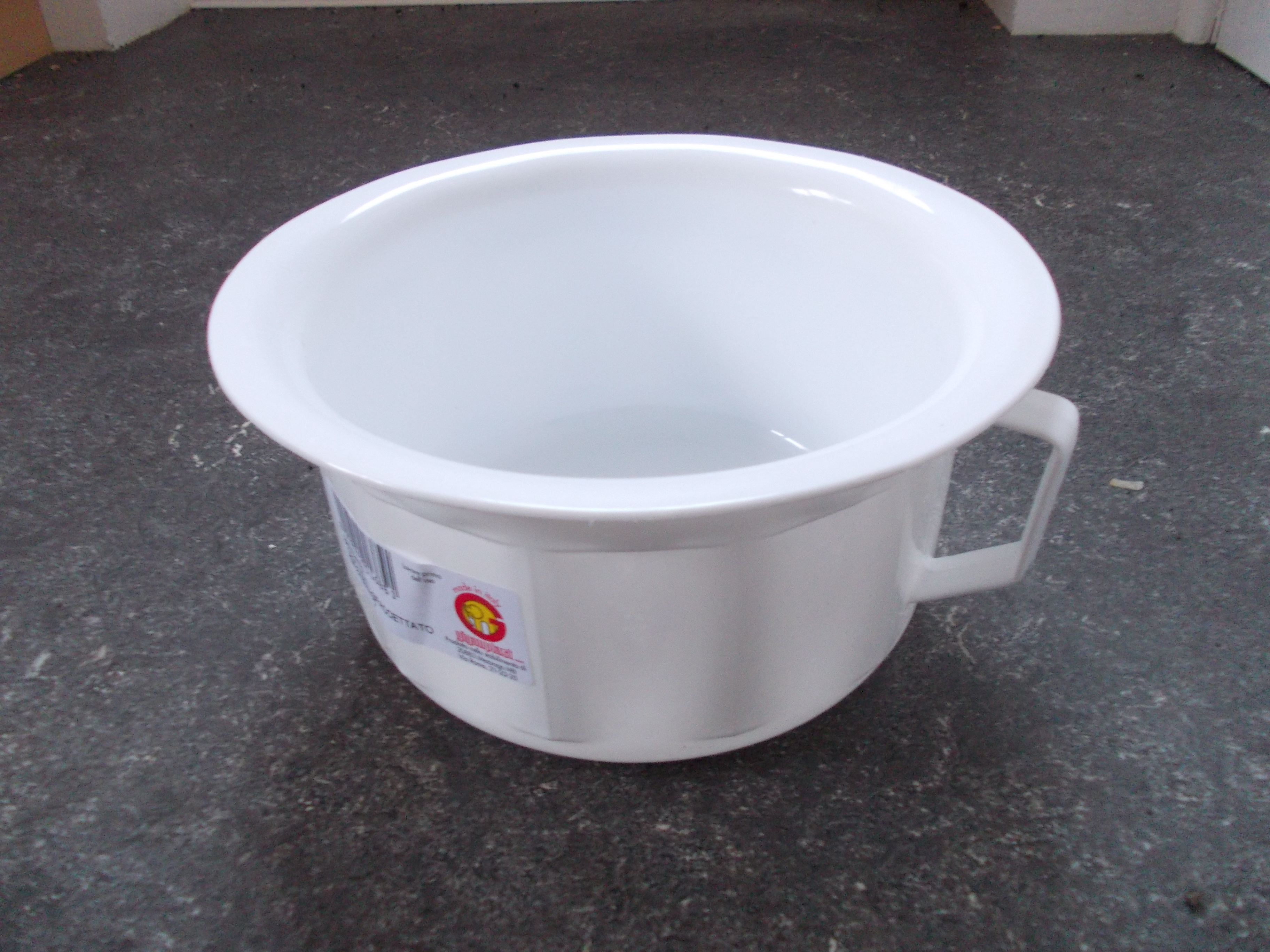
Нічний горщик для дорослих.

Нічні горщики продовжують використовувати в районах, де бракує сантехніки в приміщенні.
На Філіппінах нічні горщики використовують як пісуари, вони відомі як арінола в більшості філіппінських мов, таких як себуанська і тагальська .
У Кореї нічні горщики називають йоган. Їх використовували люди, які не мали сантехніки в приміщенні, щоб уникнути виходу на холод у зимові місяці.

### Дитячі горщики

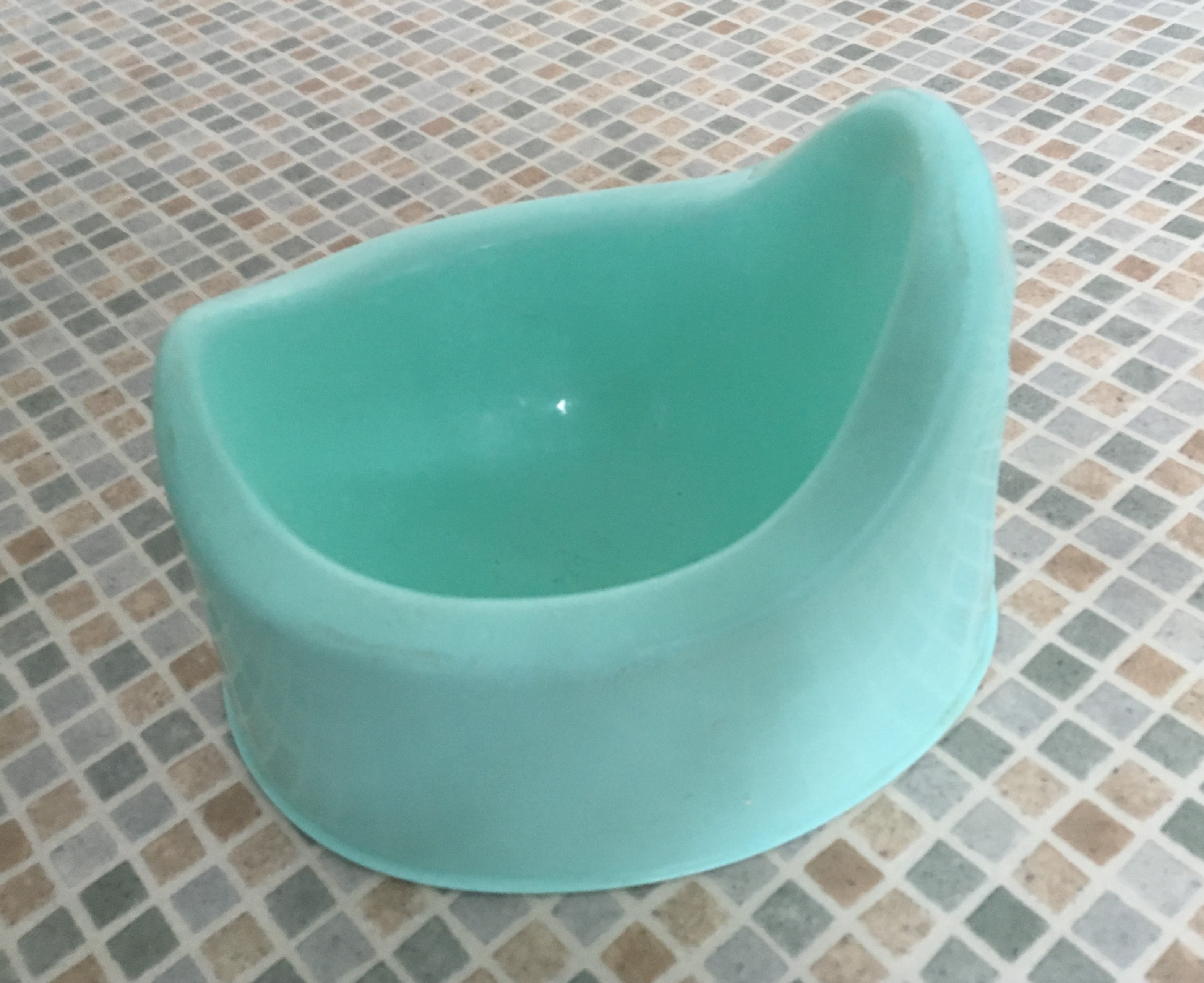
Пластиковий дитячий горщик.

Термін «горщик» використовується під час обговорення туалету з маленькими дітьми, наприклад, під час навчання горщику.  Це також зазвичай використовується для позначення невеликих пристосувань у формі туалету, виготовлених спеціально для навчання горщикам, які схожі на камерні горщики. Ці «горщики» — це, як правило, велика пластикова чаша з ергономічною конструкцією задньої та передньої панелей для захисту від бризок. Вони можуть мати вбудовану ручку або затискач ззаду, щоб забезпечити легке спорожнення та нековзну дно, щоб запобігти ковзанню дитини під час використання. Комусь надаються яскраві кольори, а на інших можуть бути ніжні або ненав'язливі малюнки або герої мультфільмів. У багатьох випадках їх використовують, оскільки дітям важко маневрирувати в звичайному туалеті; крім того, більший отвір у звичайному туалеті занадто широкий, щоб дитина могла зручно сидіти і не впасти без сторонньої допомоги. Їх розмір означає, що їх можна упакувати в сумку під час походу на природу або розмістити під ліжком для хворих на ніктурію чи іншу форму нетримання сечі.

## Фігури та супутні предмети
Нічний горщик може бути замаскований у своєрідний стілець (переносний туалет). Його можна було сховати в шафі з дверцятами; цей вид нічної тумби був відомий як «комод» (від фр. commode — «зручний, вигі́дний»), отже останнє слово також означало «туалет». У будинках без цих меблів нічний горщик зберігали під ліжком.
Сучасним різновидом нічного горщика є медичне судно.

## Культурні посилання
«Рак» — давня казка, мораль якої — «загляньте у свій нічний горщик, перш ніж використовувати його».
Філіппінська міфологія розповідає, що дарування молодятам нічного горщика забезпечує їм процвітання. В рамках кампанії проти філіппінського президента Ельпідіо Квіріно поширювали чутки, ніби він мав золоту арінолу.
Томас Мор у своїй сатирі Утопія мав горщики із золота.